# Peter Derek Hudson

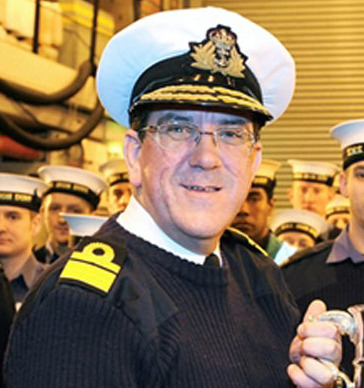
Konteradmiral Peter Hudson

Peter Derek Hudson, CB, CBE (* 25. Juni 1961 in Manchester, England) ist ein ehemaliger britischer Seeoffizier und Vizeadmiral, der unter anderem zwischen 2013 und 2015 der Kommandeur des Alliierten Marinekommandos der NATO MARCOM (Commander, Allied Maritime Command) war.

## Leben

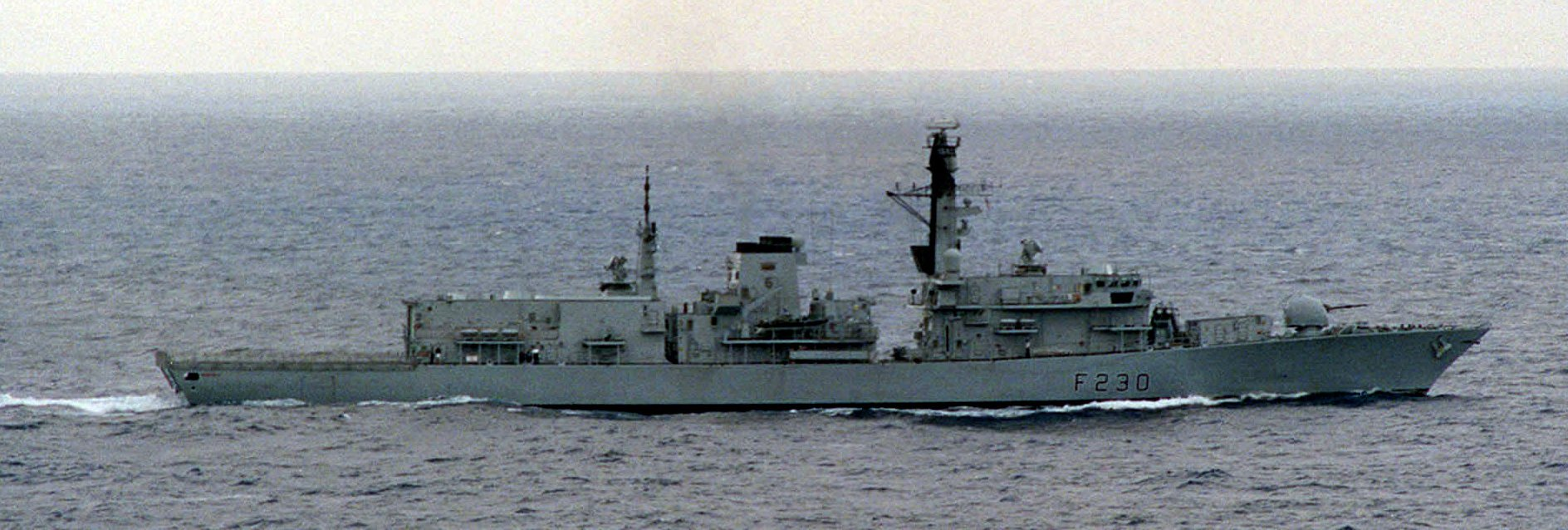
Peter Derek Hudson war von 1996 bis 1998 Kommandant der zur Duke-Klasse gehörenden Fregatte HMS Norfolk.

Peter Derek Hudson begann nach dem Besuch der Netherthorpe Grammar School in Derbyshire 1980 eine Offiziersausbildung am Britannia Royal Naval College (BRNC) in Dartmouth und absolvierte später ein Studium der Mathematik und Wirtschaftswissenschaften an The Open University, das er mit einem Bachelor of Science (B.Sc.) beendete. Nach verschiedenen Verwendungen als Seeoffizier wurde er 1994 Kommandant (Commanding Officer) des im Fischereischutz eingesetzten und zur Hunt-Klasse gehörenden Minensuchbootes HMS Cottesmore. 1996 wurde er Kommandant der zur Duke-Klasse gehörenden Fregatte HMS Norfolk und 1998 Operationsoffizier der Flotte (The Fleet), ehe er 2000 Leiter des Teams zur Rationalisierung des regionalen Flottenhauptquartier wurde.

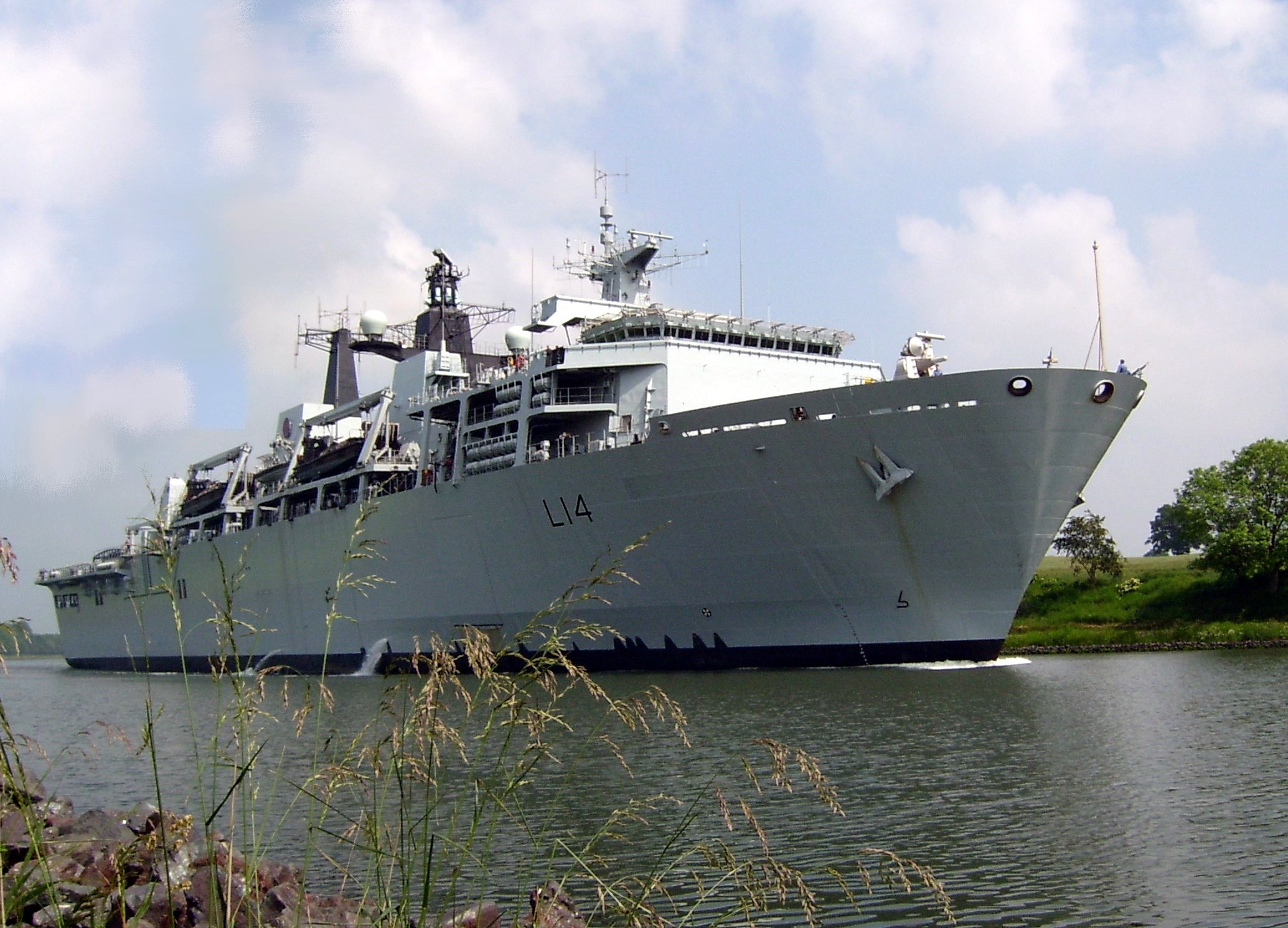
Als Kapitän zur See (Captain) fungierte er daraufhin zwischen Mai 2002 und 2004 als Kommandant des amphibischen Landungsschiffs Albion.

Als Kapitän zur See (Captain) fungierte er daraufhin zwischen Mai 2002 und 2004 als Kommandant des amphibischen Landungsschiffs Albion sowie danach im Marinestab im Verteidigungsministerium (Ministry of Defence) als Kommodore (Commodore) von Oktober 2004 bis August 2005 als Leiter der Personalabteilung der Marine (Director of Naval Personnel). Für seine Verdienste wurde er 2005 Commander des Order of the British Empire (CBE). Danach verblieb er in der Admiralität und fungierte zwischen September 2005 und Dezember 2007 als Leiter der Abteilung Marineplanung und Ressourcen (Director of Naval Plans and Resources) im Verteidigungsministerium. Anschließend wurde er 2008 Kommandeur der Amphibischen Einsatzgruppe (Commodore, Amphibious Task Group) und hatte diese Funktion bis Mai 2009 inne.
Im Juni 2009 übernahm Konteradmiral (Rear-Admiral) Peter Derek Hudson von Konteradmiral Philip Jones das Amt als Kommandeur der Marineeinsatzstreitkräfte des Vereinigten Königreichs COMUKMARFOR (Commander, United Kingdom Maritime Forces) und übte dieses bis Januar 2011 aus, woraufhin Konteradmiral Duncan Potts ihm nachfolgte. Im Februar 2011 wechselte er ins Flottenkommando und hatte dort bis Januar 2013 den Posten als Chef des Stabes für Einsatzfähigkeit (Chief of Staff (Capability), The Fleet) inne. Zuletzt wurde er Vizeadmiral (Vice-Admiral) und löste im Februar 2013 Vizeadmiral Sir George Zambellas als Kommandeur des Alliierten Marinekommandos der NATO MARCOM (Commander, Allied Maritime Command) ab. Er verblieb in dieser Funktion bis zu seinem Ausscheiden aus dem aktiven Militärdienst im Oktober 2015 und wurde daraufhin von Vizeadmiral Clive Johnstone abgelöst. Im Zuge New Year Honours wurde er am 1. Januar 2015 Companion des Order of the Bath (CB).
Nach seinem Eintritt in den Ruhestand wechselte Hudson in die Rüstungsindustrie und war zunächst zwischen 2016 und 2018 Direktor für internationale maritime Programme von L3 Technologies. Seit 2018 ist er Leitender Marineberater von BAE Systems.